# Magnus Gustafsson (tennisspelare)
Magnus Gustafsson, född 3 januari 1967 i Lund, är en svensk före detta tennisspelare. Han är högerhänt.
Han hade grus som favoritunderlag och vann totalt 14 singeltitlar, bland annat Swedish Open i Båstad fyra gånger vilket är rekord. 1998 ingick han i det vinnande Davis Cup-laget i finalen mot Italien. I Grand Slam-sammanhang nådde han en kvartsfinal i Australian Open som bäst år 1994.
Han rankades som bäst på tionde plats i världen (juli 1991) och tjänade 4 545 489 USA-dollar under sin karriär.
Gustafsson är sedan ett antal år tillbaka bosatt i Lindome.

## Titlar

### Singel
- 1991 - Båstad, Hilversum, München
- 1992 - Båstad
- 1993 - Stuttgart
- 1994 - Auckland, Dubai
- 1996 - Båstad, St. Petersburg
- 1997 - Singapore
- 1998 - Båstad, Köpenhamn
- 1999 - Köpenhamn
- 2000 - Amsterdam

### Dubbel
- 1998 - Båstad